# Wojnaszówka
Wojnaszówka (ukr. Войнашівка) – wieś na Ukrainie, w obwodzie winnickim, w rejonie barskim.